# Панайотіс Пікрамменос
Панайотіс Пікрамменос (грец. Παναγιώτης Πικραμμένος, 1945, Афіни) — грецький суддя, адвокат і політик. 17 травня 2012 року був призначений прем'єр-міністром Греції на час підготовки до повторних парламентських виборів.

## Біографія
Панайотіс Пікрамменос народився у 1945 році в Афінах, де у 1963 році закінчив німецьку школу, у 1968 році розпочав вивчати право в Афінському національному університеті імені Каподистрії. 1974 року він спеціалізувався в галузі публічного права в Паризькому університеті (Université Paris II — Panthéon-Assas). 1989 року закінчив аспірантуру того ж університету з європейського права.
У 1969—1974 роках був членом колегії адвокатів Афін, що спеціалізується в галузі морського права. 1972 року почав працювати в юридичній фірмі в Лондоні. 1976 року склав державний іспит і почав роботу як суддя в Державній Раді, яка одночасно є Верховним адміністративним судом Греції. У 1991—1993 роках він обіймав посаду юридичного радника прем'єр-міністра Константіноса Міцотакіса. 1997 року він став заступником голови Державної Ради, в липні 2009 року її головою.
15 травня 2012 року президент Каролос Папуліас оголосив про проведення повторних виборів 17 червня, оскільки після дострокових виборів 6 травня жодна з партій-переможниць не змогла створити уряд. 17 травня новий тимчасовий уряд склав присягу, а його головою призначений Панайотіс Пікрамменос. овноваження уряду обмежені, головне його завдання — підготувати та провести вибори. Виконував обов'язки прем'єр-міністра до 20 червня 2012 року.